# Stará Bystrica
Stará Bystrica é um município da Eslováquia, situado no distrito de Čadca, na região de Žilina. Tem 36,91 km² de área e sua população em 2018 foi estimada em 2.753 habitantes.

## Demografia
| Ano:        | 1994 | 2004   | 2014   | 2024   |
| ----------- | ---- | ------ | ------ | ------ |
| Broj ljudi: | 2616 | 2679   | 2740   | 2817   |
| Razlika:    |      | +2,40% | +2,27% | +2,81% |

| Ano:               | 2023 | 2024   |
| ------------------ | ---- | ------ |
| Número de pessoas: | 2814 | 2817   |
| Diferença:         |      | +0,10% |